# Japońskie Morskie Siły Samoobrony

Zakres odpowiedzialności flot

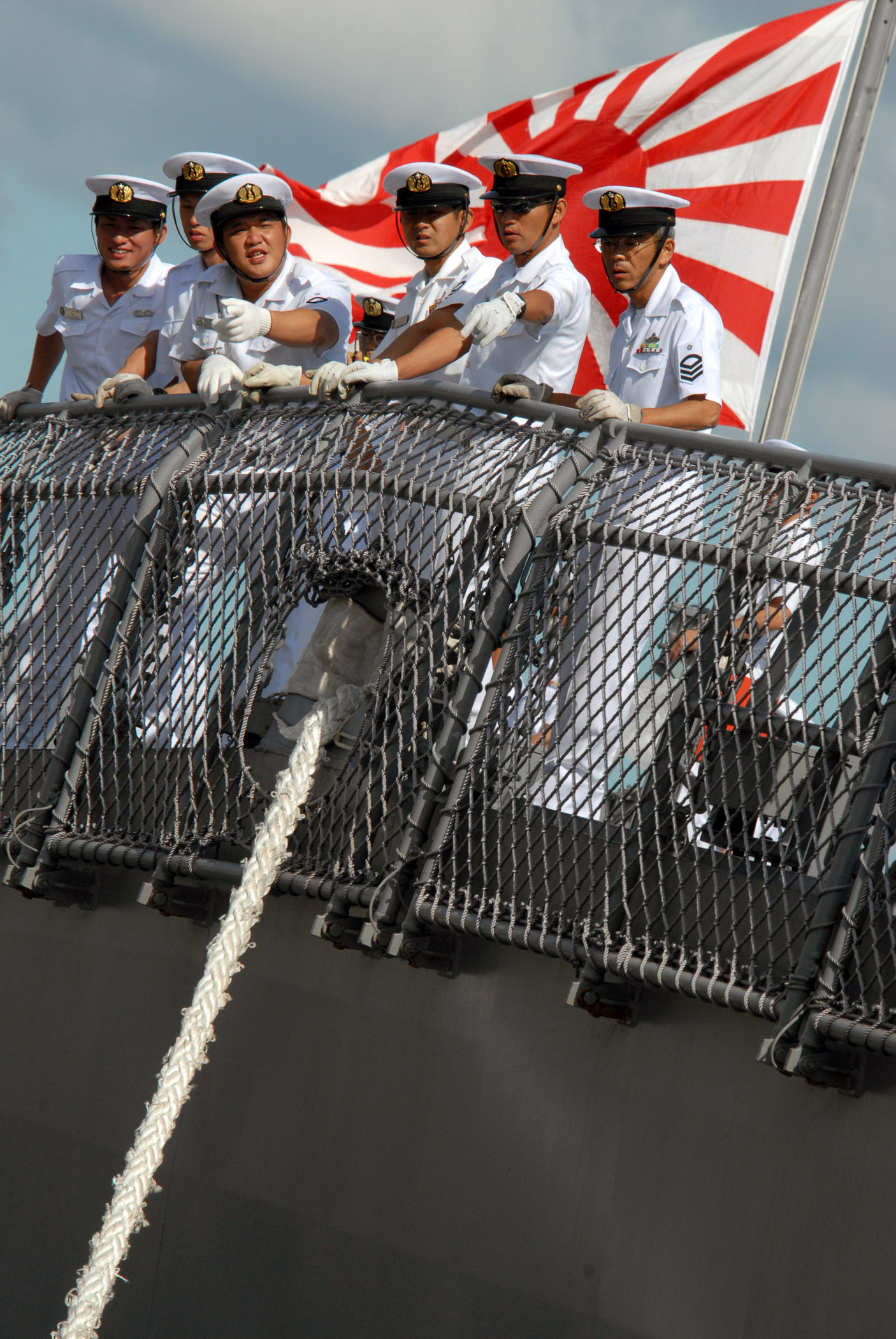
Członkowie załogi okrętu „Kongō”

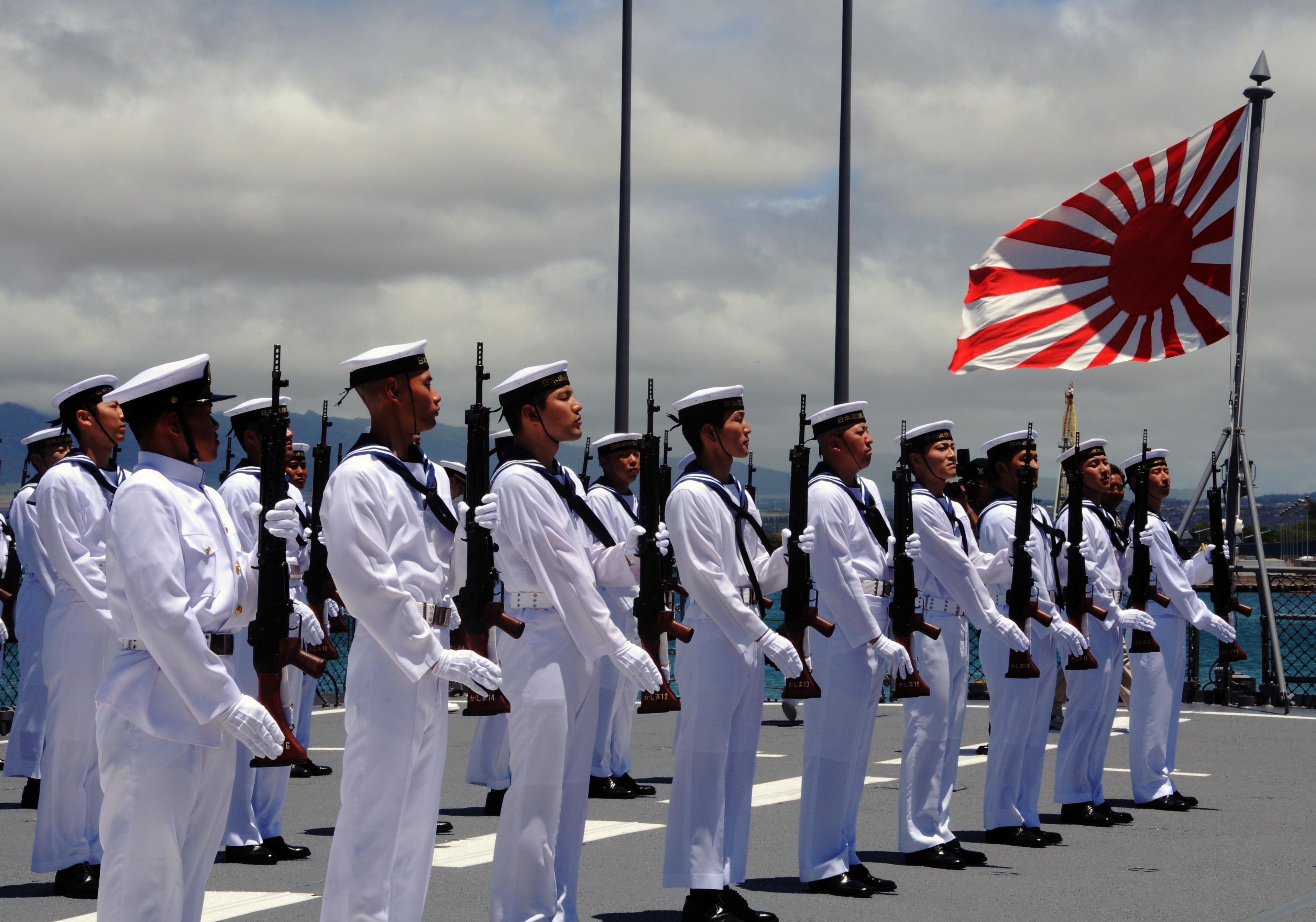
Marynarze JMSDF

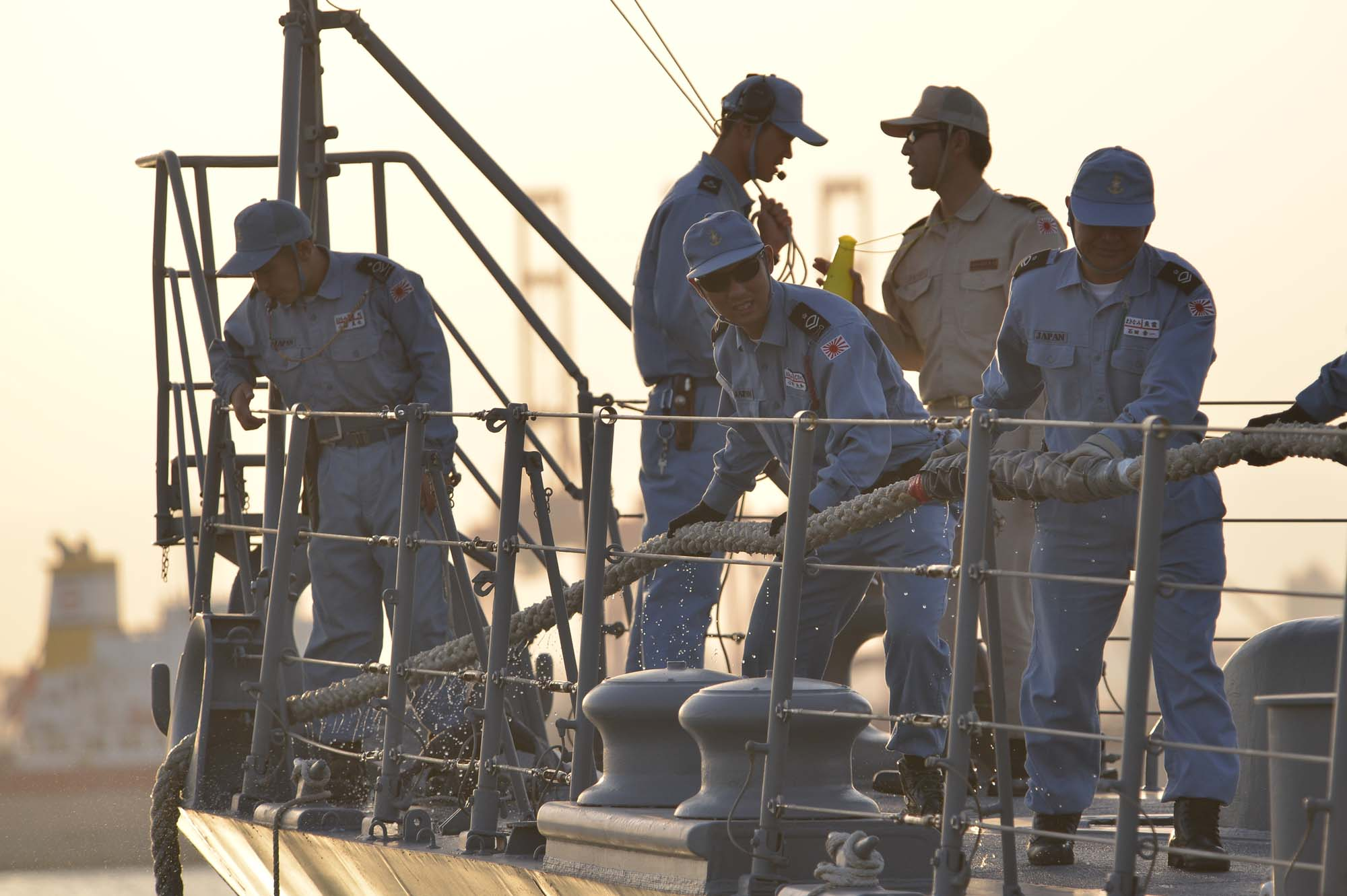
Japońscy marynarze podczas służby na jednym z okrętów

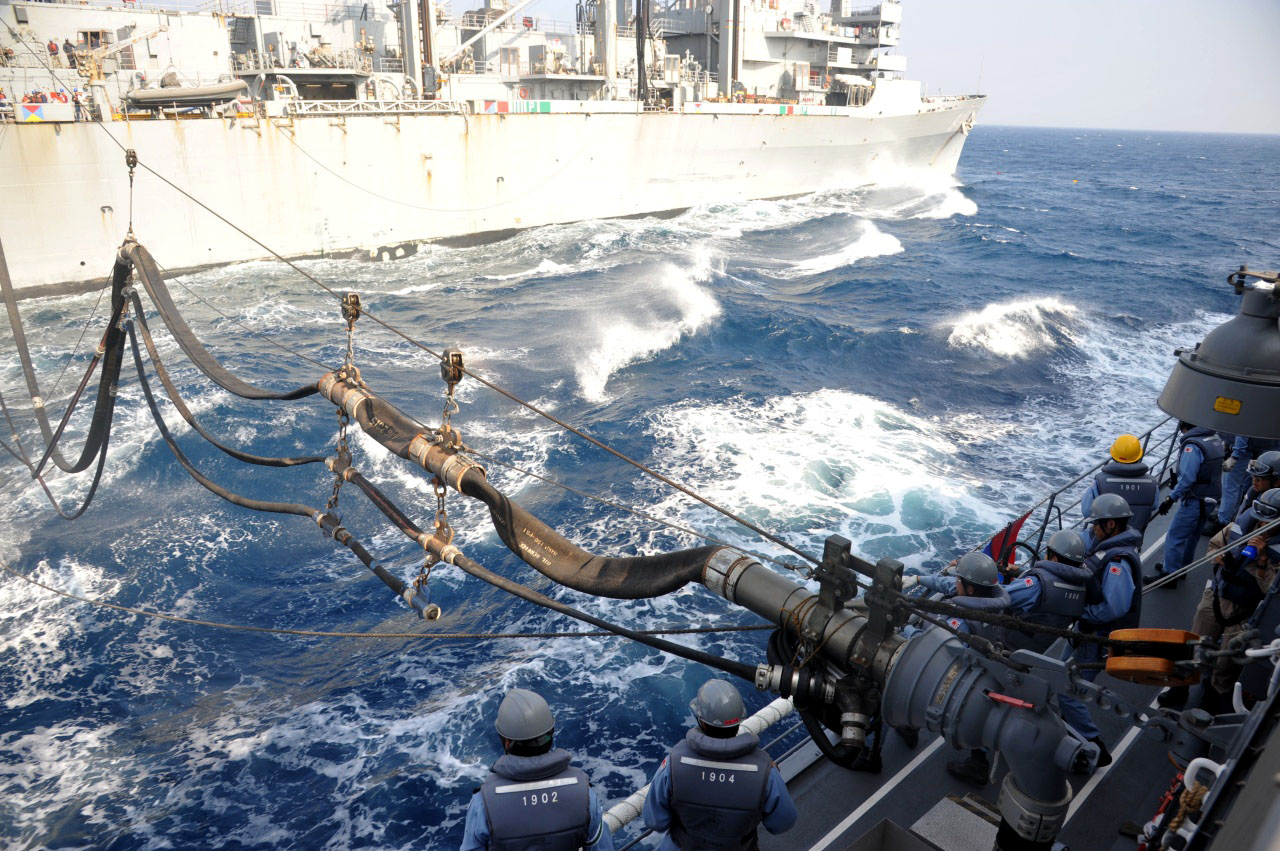
Ćwiczenia japońskich okrętów

Japońskie Morskie Siły Samoobrony (jap. 海上自衛隊 Kaijō Jieitai) – faktyczny morski współczesny rodzaj sił zbrojnych Japonii, którego zadaniem jest morska obrona kraju. Jako część Sił Samoobrony powstały w roku 1954, kiedy Aktem o Siłach Samoobrony zostały wyodrębnione jako samodzielny rodzaj sił zbrojnych z powstałych w 1952 roku Sił Bezpieczeństwa Przybrzeżnego.

## Historia
Po przegranej przez Japonię II wojnie światowej okupacyjne władze amerykańskie zarządziły całkowitą demilitaryzację kraju. Dopiero 1 maja 1948 roku dla walki z przestępczością i przemytem powołano straż wybrzeża – Agencję Bezpieczeństwa Morskiego (Kaijō Hoanchō). Wraz ze stopniowym znoszeniem restrykcji okupacyjnych, 26 kwietnia 1952 roku w ramach straży przybrzeżnej utworzono Straż Morską lub Siły Bezpieczeństwa Przybrzeżnego (Kaijō Keibitai). 1 lipca 1954 roku, wraz z powołaniem Sił Samoobrony, na bazie Straży Morskiej powołano Morskie Siły Samoobrony (Kaijō Jieitai, w skrócie Kaiji). Jedynie potocznie określane są jako japońska marynarka wojenna (Kaigun). Stosowana jest też nazwa angielska Maritime Self-Defense Force (MSDF).
Główny komponent operacyjny marynarki stanowią Siły Eskortowe (Goei Kantai) z dowództwem w Yokosuka, utworzone w 1961 roku, grupujące flotylle i dywizjony niszczycieli. Drugi z podstawowych komponentów operacyjnych stanowią Siły Podwodne (Sensui Kantai), utworzone w 1981 roku. Trzeci podstawowy komponent morski stanowią Siły Przeciwminowe, obejmujące też okręty desantowe. W skład Morskich Sił Samoobrony wchodzą również ich Siły Lotnicze. W 2016 roku japońska marynarka posiadała około 130 okrętów, 300 statków powietrznych i 45,3 tysiąca personelu.
Z powodów politycznych, największe okręty nawodne, stanowiące trzon marynarki, określane są w Japonii formalnie jako eskortowce (goeikan), a na zewnątrz jako niszczyciele, nosząc odpowiadające klasie niszczycieli angielskie prefiksy numerów burtowych zaczynające się od DD (ang. destroyer). Dotyczy to też czterech niszczycieli śmigłowcowych (DDH) typów Izumo i Hyūga, które w rzeczywistości stanowią śmigłowcowce, oraz ośmiu wielkich niszczycieli rakietowych (DDG) typów Kongō, Atago i  Maya, które w literaturze bywają uznawane za krążowniki. Te ostatnie okręty stanowią trzon japońskiej obrony przeciwlotniczej i przeciwrakietowej, wyposażone w amerykański system kierowania ogniem Aegis, modernizowany począwszy od 2007 roku do wersji antybalistycznej Aegis BMD. Dużymi okrętami z możliwością operowania z nich śmigłowców są też trzy okręty desantowe doki.
Pozostałe duże jednostki nawodne w 2016 roku stanowiły dwa niszczyciele rakietowe (DDG typu Hatakaze), 28 wielozadaniowych eskortowców (DD, odpowiadających niszczycielom rakietowym lub fregatom) oraz 6 niszczycieli eskortowych lub fregat (DE). W 2016 roku Japonia miała 17 okrętów podwodnych o napędzie spalinowo-elektrycznym. 

## Okręty
| Typ                                   | Zdjęcie                            | Okręty | Wejście do służby                  | Wyporność (t)                      | Długość (m)                        |
| Niszczyciele śmigłowcowe (DDH) (4)    | Niszczyciele śmigłowcowe (DDH) (4) | Niszczyciele śmigłowcowe (DDH) (4)                                                                           | Niszczyciele śmigłowcowe (DDH) (4) | Niszczyciele śmigłowcowe (DDH) (4) | Niszczyciele śmigłowcowe (DDH) (4) |
| ------------------------------------- | ---------------------------------- | --- | ---------------------------------- | ---------------------------------- | ---------------------------------- |
| Niszczyciele śmigłowcowe typu Izumo   |                                    | „Izumo” „Kaga”                                                                                               | 2015                               | 27 000                             | 248                                |
| Śmigłowcowce typu Hyūga               |                                    | „Hyūga” „Ise”                                                                                                | 2009–2011                          | 19 000                             | 197                                |
| Okręty desantowe-doki (3)             |                                    | |                                    |                                    |                                    |
| Okręty desantowe typu Osumi           |                                    | „Ōsumi” „Shimokita” „Kunisaki”                                                                               | 1998–2003                          | 14 000                             | 178                                |
| Niszczyciele rakietowe (DDG) (8)      |                                    | |                                    |                                    |                                    |
| Niszczyciele rakietowe typu Maya      |                                    | „Maya” „Haguro”                                                                                              | 2017–2021                          | 10 250                             | 170                                |
| Niszczyciele rakietowe typu Atago     |                                    | „Atago” „Ashigara”                                                                                           | 2007–2008                          | 10 000                             | 170                                |
| Niszczyciele rakietowe typu Kongō     |                                    | „Kongō” „Kirishima” „Myōkō” „Chōkai”                                                                         | 1993–1998                          | 9500                               | 161                                |
| Niszczyciele rakietowe typu Hatakaze  |                                    | „Shimakaze” (dalszy 1 szkolny)                                                                               | 1986–1988                          | 4650                               | 150                                |
| Małe niszczyciele (DD) (31) (Fregaty) |                                    | |                                    |                                    |                                    |
| Niszczyciele rakietowe typu Asahi     |                                    | „Asahi” „Shiranui”                                                                                           | 2018–2019                          | 6800                               | 151                                |
| Niszczyciele rakietowe typu Akizuki   |                                    | „Akizuki” „Teruzuki” „Suzutsuki” „Fuyuzuki”                                                                  | 2012–2014                          | 6800                               | 150,5                              |
| Niszczyciele rakietowe typu Takanami  |                                    | „Takanami” „Onami” „Makinami” „Sazanami” „Suzunami”                                                          | 2003–2006                          | 4650                               | 150                                |
| Niszczyciele rakietowe typu Murasame  |                                    | „Murasame”, „Harusame” „Yūdachi”, „Kirisame” „Inazuma”, „Samidare” „Ikazuchi”, „Akebono” „Ariake”            | 1996–2002                          | 5100                               | 151                                |
| Niszczyciele rakietowe typu Asagiri   |                                    | „Asagiri”, „Yamagiri” „Yūgiri”, „Amagiri” „Hamagiri”, „Setogiri” „Sawagiri”, „Umigiri”                       | 1988–1991                          | 4200                               | 137                                |
| Niszczyciele rakietowe typu Hatsuyuki |                                    | „Matsuyuki” (dalsze 2 szkolne)                                                                               | 1984–1987                          | 3800                               | 130                                |
| Niszczyciele eskortowe (6) (Fregaty)  |                                    | |                                    |                                    |                                    |
| Fregaty rakietowe typu Abukuma        |                                    | „Abukuma” „Jintsu” „Oyodo” „Sendai” „Chikuma” „Tone”                                                         | 1989–1993                          | 2500                               | 109                                |
| Okręty podwodne (16)                  |                                    | |                                    |                                    |                                    |
| Okręty podwodne typu Sōryū            |                                    | „Sōryū” „Unryū” „Hakuryū” „Kenryū” „Zuiryū” „Kokuryū”                                                        | 2009–                              | 4200                               | 84                                 |
| Okręty podwodne typu Oyashio          |                                    | „Michishio” „Uzushio” „Makishio” „Isoshio” „Narushio” „Kuroshio” „Takashio” „Yaeshio” „Setoshio” „Mochishio” | 1998–2008                          | 3000                               | 81,7                               |

## Lotnictwo
| Zdjęcie   | Statek                     | Typ                         | Wersja                   | W służbie | Uwagi                                 |
| Samoloty  | Samoloty                   | Samoloty                    | Samoloty                 | Samoloty  | Samoloty                              |
| --------- | -------------------------- | --------------------------- | ------------------------ | --------- | ------------------------------------- |
|           | Lockheed P-3 Orion         | patrolowy/ZOP/ELINT         | P-3CEP-3COP-3CUP-3CUP-3D | 73513     | Zbudowane na licencji przez Kawasaki. |
|           | Kawasaki P-1               | patrolowy/ZOP               | P-1                      | 33        |                                       |
|           | Lockheed C-130 Hercules    | transportowy                | KC-130R                  | 1         | Łącznie 6 wróci do służby.            |
|           | Beechcraft King Air        | treningowyaerofotogrametria | TC-90UC-90               | 275       |                                       |
|           | Learjet 36                 | rozpoznawczy                | U-36A                    | 4         |                                       |
|           | Fuji T-5                   | szkolny                     | T-5                      | 50        |                                       |
|           | PS-1 Shin Meiwa            | SAR                         | US-1A                    | 2         |                                       |
|           | ShinMaywa US-2             | SAR                         | US-2                     | 5         |                                       |
| Śmigłowce |                            |                             |                          |           |                                       |
|           | Mitsubishi SH-60           | pokładowy, ZOP              | SH-60JSH-60K             | 4639      |                                       |
|           | Mitsubishi UH-60           | SAR                         | UH-60J                   | 19        |                                       |
|           | Sikorsky MH-53E Sea Dragon | zwalczanie min              | S-80-M-1                 | 10        |                                       |
|           | AgustaWestland AW101       | transportowyzwalczanie min  | CH-101MCH-101            | 25        | Część montowana przez Kawasaki.       |
|           | McDonnell Douglas MD-500   | szkolny                     | OH-6DOH-6J               | 54        | Licencyjne Kawasaki.                  |
|           | Eurocopter EC135           | szkolny                     | TH-135                   | 10        | Zamówiono 15.                         |

## Wycofane okręty (niektóre)
| Typ                           | Zdjęcie | Okręty              | Wejście do służby | Wyporność (t) | Długość (m) |
| ----------------------------- | ------- | ------------------- | ----------------- | ------------- | ----------- |
| Niszczyciele typu Shirane     |         | „Kurama” „Shirane”  | 1981              | 7500          | 159         |
| Okręty podwodne typu Harushio |         | „Asashio” (szkolny) | 1994              | 2750          | 77          |